# Jardines de la granja Heather
The Gardens at Heather Farm ( en español: Jardines de la granja Heather), es un jardín botánico de 6 acres (24,000 m²) de extensión, localizado en Walnut Creek, California.

## Localización
Se ubica en la vertiente sureste del Monte Diablo con unas vistas sobre este parque natural. 
The Gardens at Heather Farm 1540 Marchbanks Drive Walnut Creek, Contra Costa county CA 94598 California, Estados Unidos.
Planos y vistas satelitales.37°55′8″N 122°2′34″O / 37.91889, -122.04278
Está abierto al público los siete días de la semana durante las horas de luz.

## Historia
Comenzó su andadadura con el jardín de plantas nativas de la zona en 1983 y casi todos los años desde entonces hasta el año 2000 se ha inaugurado un jardín temático nuevo.

## Colecciones
Sus colecciones de plantas están dedicadas a las especies nativas de la región, pero además tiene una serie de jardines temáticos tal como:

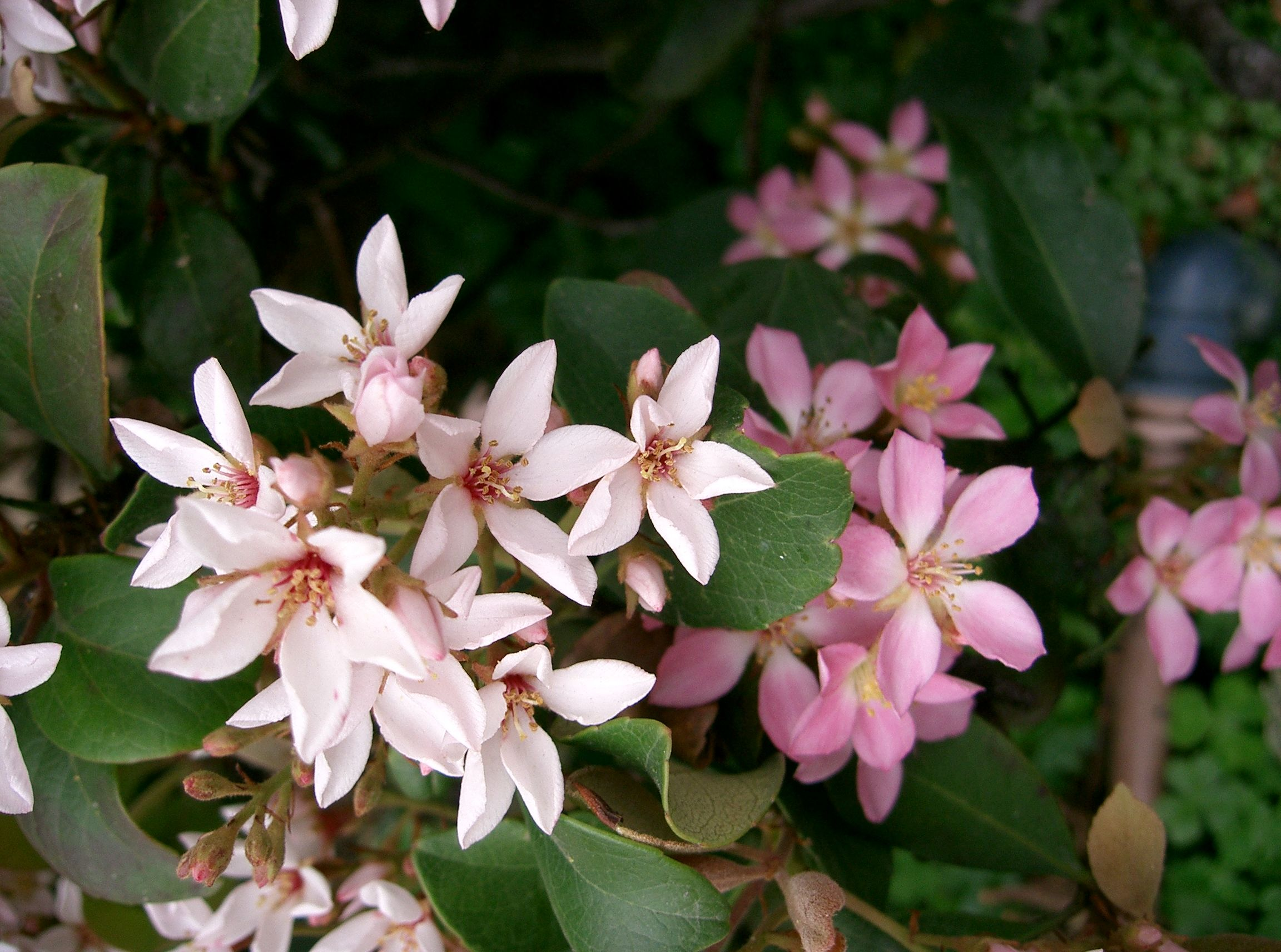
Flores de Rhaphiolepis umbellata un de las especies cultivadas en los Jardines de la granja Heather.

- Black Pine Garden (jardín del pino negro) (1989) - un pequeño jardín en el que se incluye un bonsái de pino negro japonés y un bonsái Colorado Blue Spruce.
- Butterfly Garden (1996) - incluye un seto de escallonia con Asclepias, Passifloras, y Helianthus annuus.
- Children's Garden (1990) - uvas y Loniceras. La mayor parte del jardín se planta en primavera con especies productoras de bayas comestibles.
- Cowden Rose Garden (1991) - Gazebo con rosa de té y Floribundas, entre una gran variedad de cultivares de rosas.
- Diablo Ascent Garden (1996).
- Meadow Garden (1995) - con un seto de rosales, con fondo de coníferas, con arbustos de plumbago y pittosporum, y un seto de la especie japonesa de rosas de rosa rugosa.
- Mother's Garden (jardín de la madre) (1996) - una serie de lechos de cultivo bajo árboles de Fraxinus angustifolia subsp. oxycarpa que forman una alameda que domina la Rosaleda, con variedades de thymus cubre suelos, rhaphiolepis, violetas, allium variegados, plumbagos enanos, alyssum, iris del "Bancroft Garden", Limonium, Hypericum perforatum, y artemisia.
- Mural Garden (1990) - tres zumajes africanos, Cotinus, Aesculus hippocastanum, artemisia, verbena, Arbutus, Nerium oleander, Cistus, berberis, gazania, thymus, coreopsis, y penstemon.
- Native Plant Garden (jardín de plantas nativas) (1983).
- Ree Display Grove (1995) - Narcissus y doce tipos diferentes de árboles posibles candidatos para cultivar en los jardines de las casas.
- Riparian Garden (1992) - con un bosquete de robles de valle originales, salix, betula, ciruelos de hojas rojas, liquidambar, arces, Hemerocallis, Buddleja, y ochna.
- Rockery (rocalla) (1990) - un jardín alpino, incluyendo árboles enanos y coníferas además de plantas perennes para emular las plantas que crecen en zonas de alturas elevadas. Este jardín contiene plantas apropiadas para cultivar en una zona climática 14 que corresponde a zona alpina.
- Sensory Garden - lechos de cultivo elevados, fuente con agua y 75 hierbas olorosas y plantas interesantes para tocar.
- Stroll Garden (1997).
- Ward Garden (1989) - un prado de grandes hierbas de festuca, con cinco cerezos ornamentales.
- Water Conservation Garden (2004).
- Waterfall Garden (2000) - con once cascadas, estanques, y dos puentes.